# Demi ter Maat
Demi ter Maat (Terborg, 9 augustus 1998) is een Nederlands voetbalspeelster.
Ter Maat speelde van 2016 tot en met 2019 voor Achilles '29 als verdediger in de Nederlandse Eredivisie. Toen in 2019 Achilles '29 stopte met Eredivisievoetbal, ging Ter Maat naar het Duitse MSV Duisburg. Na een seizoen kwam Ter Maat weer terug naar Nederland, om te studeren en bij DZC'68 te spelen.

## Statistieken
| Seizoen | Club         | Land      | Competitie | Wedstrijden | Doelpunten |
| ------- | ------------ | --------- | ---------- | ----------- | ---------- |
| 2016/17 | Achilles '29 | Nederland | Eredivisie | 24          | 0          |
| 2017/18 | Achilles '29 | Nederland | Eredivisie | 20          | 0          |
| 2018/19 | Achilles '29 | Nederland | Eredivisie | 25          | 0          |
| Totaal  | Totaal       | Totaal    | Totaal     | 69          | 0          |

Laatste update: november 2020

## Interlands
Ter Maat speelde vier wedstrijden voor Oranje O15.